# صندوق التنمية السياحي
صندوق التنمية السياحي هو صندوق سعودي تأسس في يونيو 2020، ويهدف لتعزيز القطاع السياحي الذي يعد أحد ركائز تحقيق مستهدفات رؤية السعودية 2030.

## مجلس الإدارة
- وزير السياحة أحمد بن عقيل الخطيب، رئيس المجلس
- الأميرة هيفاء بنت محمد بن سعود آل سعود
- إحسان بافقيه
- ستيفن غروف
- محمد العمران
- عبدالمحسن الطوق

## تطوير

### برنامج عون السياحة للضيافة
يهدف البرنامج إلى دعم المنشآت متناهية الصغر والصغيرة في التأسيس والتطوير والتجديد للأصول الخاصة والتي تلبي احتياجات الأعمال الجديدة والقائمة في قطاع المأكولات والمشروبات والترفيه والضيافة ضمن الوجهات السياحية المستهدفة.

### برنامج عون السياحة للتجارب
يدعم البرنامج المنشآت متناهية الصغر وحديثة التأسيس أو القابلة للنمو، ذات إمكانيات سياحية قادرة على تقديم تجارب سياحيّة متنوعة عالية الجودة للسياح في الوجهات السياحية المستهدفة.